# Jeffrey Skiles
Jeffrey Bruce "Jeff" Skiles (Madison, 18 de noviembre de 1959) es un piloto de American Airlines. El 15 de enero de 2009, se hizo mundialmente conocido por ser el copiloto del vuelo 1549 de US Airways, junto con el capitán Chesley Sullenberger amerizaron el avión en el río Hudson después de que el avión perdió ambos motores. Sullenberger fue ampliamente celebrado por aterrizar el avión sin pérdida de vidas.
Skiles volaba como el primer oficial en el vuelo 1549 debido a una reducción de personal en US Airways; Normalmente había volado como Capitán antes de la reducción de personal y tenía un poco más de horas de vuelo que Sullenberger (aunque tenía menos experiencia en el Airbus A320).
Ambos padres de Skiles fueron pilotos durante su infancia, y él mismo se convirtió en piloto cuando tenía solo dieciséis años. Primero trabajó volando aviones de carga y luego trabajó para Midstate Airlines de 1983 a 1986. En el momento del aterrizaje de emergencia, llevaba 23 años en US Airways.
Atul Gawande, autor de The Checklist Manifesto, afirmó que el exitoso aterrizaje de emergencia se basó en la cooperación de Sullenberger y Skiles.  La premisa central de Gawande es que incluso las personas realmente experimentadas en cualquier campo se encuentran con eventos raros, y que afrontar con éxito el evento raro requiere, en primer lugar, la cuidadosa anticipación de futuras emergencias y, en segundo lugar, preparar una lista bien pensada de pasos a seguir, en avance:
"El capitán Sullenberger podía estar seguro de que Skiles estaba haciendo todo lo posible para volver a encender los motores, mientras concentraba toda su atención y habilidad en el problema de encontrar un lugar para aterrizar. La adherencia del piloto y la tripulación a los estrictos protocolos contenidos en la lista de verificación les permitió funcionar en una situación compleja y desesperada."
En su libro, Gawande declaró que, durante una emergencia, hay tantas tareas que completar que el primer oficial está trabajando al menos tan duro como el capitán.  Sullenberger había asumido la tarea de encontrar un lugar seguro para aterrizar, dejando a su experimentado copiloto Skiles la tarea de seguir la lista de verificación para intentar reiniciar los motores. Gawande señaló que Skiles pudo completar la lista de verificación en el período de menos de tres minutos entre el impacto de las aves y el aterrizaje, y señaló que esto fue "algo que los investigadores testificaron que era "muy notable" en el período de tiempo que había – y algo que les resultó difícil de replicar en la simulación".
El entrevistador de PBS, Charlie Rose, entrevistó a Skiles el 10 de febrero de 2009.  Durante esa entrevista, Skiles predijo que Sullenberger recibiría atención continua, pero sus quince minutos de fama (de Skiles) terminarían cuando dejara el estudio de Rose. Sin embargo, ha seguido siendo un conocido orador sobre reforma organizativa empresarial y gestión de crisis.
La Junta Nacional de Seguridad en el Transporte (NTSB) llevó a cabo una investigación extensa del accidente que culminó en su informe publicado el 4 de abril de 2010 que decía: “La Junta Nacional de Seguridad en el Transporte determina que la causa probable de este accidente fue la ingestión de aves grandes en cada motor, lo que resultó en una pérdida casi total de empuje en ambos motores y el subsiguiente amaraje en el río Hudson".
Después de una revisión formal de su desempeño, tanto Sullenberger como Skiles recuperaron su estado de vuelo, pero Sullenberger se retiró en 2010.  Sullenberger y Skiles volaron juntos, el 3 de marzo de 2010, en una recreación de su plan de vuelo original, en el último vuelo de Sullenberger para US Airways. Era su segundo vuelo juntos, ya que la pareja nunca había trabajado juntos antes del famoso vuelo.
Skiles pasó a convertirse en vicepresidente de la Coalición de Asociaciones de Pilotos de Aerolíneas (CAPA) que representa los intereses de 28.000 pilotos de aerolíneas en cuestiones de seguridad y protección. En esta función, fue fundamental en la creación de la regla de calificación de primer oficial, que aumentó significativamente los requisitos de entrenamiento y experiencia de los primeros oficiales en la cubierta de vuelo de los aviones de pasajeros registrados en los EE. UU. Skiles se unió a las familias del Vuelo 3407 de Colgan Air y la National Air Disaster Alliance para moldear la creación y garantizar la aprobación de la Airline Safety Act de 2010, que mejoró significativamente la seguridad en la industria de las aerolíneas de EE. UU. desde su aprobación, no ha habido ni una sola víctima mortal en un accidente aéreo en Estados Unidos. 
En septiembre de 2009, Skiles y Sullenberger se convirtieron en copresidentes honorarios del programa Young Eagles de la Experimental Aircraft Association (EAA), que utiliza la red nacional de capítulos locales de EAA para ofrecer viajes gratuitos en avión a los jóvenes y exponerlos a la aviación general y carreras en aviación. Los voluntarios de la EAA han realizado más de 2,2 millones de vuelos desde el inicio del programa.
Skiles es escritor y desde 2011 ha publicado más de 100 artículos sobre temas de aviación de interés general y seguridad en revistas de distribución nacional como Sport Aviation, Flying, Air & Space, PilotMag, Midwest Flyer, Vintage Airplane y Physicians Executive Journal .
En la película de drama de 2016 Sully, recrearon el vuelo 1549, dirigida por Clint Eastwood, Skiles es interpretado por Aaron Eckhart y Sullenberger por Tom Hanks .
A 2024, Skiles sigue trabajando para American Airlines, pilotando Boeing 787 Dreamliners.